# Helene Kindberg
Helene Kindberg Hansen (født 13. januar 1998 i Stockholm, Sverige) er en dansk håndboldspiller, som spiller for den danske ligaklub København Håndbold og Danmarks kvindehåndboldlandshold.

## Håndboldkarriere
Kindberg startede sin seniorkarriere for FC Midtjylland Håndbold i 2017, hvor i sin første sæson primært var andetvalg efter landsholdssspiller Louise Burgaard. Allerede efter én sæson skiftede hun til lokalrivalerne fra Silkeborg-Voel KFUM, hvor hun også delte pladsen på højre back med tyske topprofil Susann Müller. Efter Müllers afsked med klubben blev Kindberg nyt førstevalg og etablerede sig derved som en af klubbens største profiler. 
I sommeren 2020 blev hun første gang udtaget af den nye landstræner Jesper Jensen til en opstartstræning for det danske landshold. Blot én måned senere pådrog hun sig en korsbåndsskade, der efterfølgende holdte hende uden for banen i over et år. Efter en længere periode ude kæmpede hun sig atter tilbage, men det var først i 2024 at hun igen var i betragtning til landsholdet. I sommeren 2023 skiftede hun også det midtjyske ud med København Håndbold, med hvem hun underskrev en 2-årig kontrakt.
I april 2024 fik hun officielt debut på det danske landshold i en træningskamp mod Japan på hendes tidligere hjemmebane i Jysk Arena, Silkeborg. I hendes debutkamp scorede hun i øvrigt 3 mål. 5. november samme år blev Kindberg også udtaget blandt de 16 spillere, som skulle med til EM-slutrunden i Ungarn, Østrig og Schweiz, hvor Danmark senere vandt sølv. Ved turneringen scorede hun i alt 7 mål på 8 forsøg og havde en mindre rolle.